# Палидоро
Палидоро је насеље у Италији у округу Рим, региону Лацио.
Према процени из 2011. у насељу је живело 980 становника. Насеље се налази на надморској висини од 11 м.